# NGC 3363
NGC 3363 (другие обозначения — UGC 5866, MCG 4-26-2, ZWG 125.3, IRAS10424+2220, PGC 32089) — спиральная галактика (Sc) в созвездии Лев.
Этот объект входит в число перечисленных в оригинальной редакции «Нового общего каталога».
В галактике вспыхнула сверхновая SN 2005Z типа II, её пиковая видимая звездная величина составила 16,7.